# 天民
天民（てんみん）は中国に伝わる伝説上の人種である。古代中国では西方に位置する国に棲んでいたとされる。

## 概説
古代中国の地理書『山海経』の大荒西経によると、天民国は西北の地にある赤水という川の西にあり、天民人は4つの鳥を使役するという。